# Casa de Petrović-Njegoš
A Casa de Petrovic-Njegos é uma família nobre montenegrina governante de Montenegro de 1697 a 1918. Montenegro gozava de independência de facto do Império Otomano desde 1711, mas só recebeu reconhecimento internacional formal como principado independente em 1878, através do Tratado de Berlim. 
Trinta e dois anos depois, Nicolau I decide se autoproclamar "Rei do Montenegro", abrindo um parlamento, o que não mudou praticamente nada a política do país. Em 1918 uma invasão do Reino da Sérvia depôs Nicolau I, pondo fim a 66 anos de monarquia e 40 de independência montenegrina. A princesa Milika Petrović-Njegoš, filha de Nicolau I casou-se com o grão-duque Pedro Nikolaevich da Rússia, irmão mais novo do grão-duque Nicolau Nikolaevich que, mais tarde, se casou com a sua irmã, a princesa Anastásia do Montenegro, dessa forma a família Petrovic-Njegos também passou a ser parte da realeza russa, mas não apenas de uma família grão-ducal mas da família imperial da Rússia. A filha herdeira de Milika, Marina Petrovna não teve filhos, assim a sucessão passou ao segundo filho Romano Petrovich, e seu filho Nicolau Romanovich, é bisneto de Nicolau I, e atual herdeiro dos tronos do Montenegro e Rússia.